# WaRP Graphics
A Warp Graphics (ou WaRP, acrônimo de Wendy and Richard Pini) é um editora de histórias em quadrinhos fundada e dirigida pelo casal Wendy e Richard Pini. É uma editora alternativa e dona da conhecida série Elfquest.

## Títulos publicados pela Warp
- Blood of the Innocent (4 volumes, 1986);
- A Distant Soil (9 volumes, 1983–1986);
- Elflord (4 volumes, 1997);
- Elfquest (de 1977 até o presente);
- FantaSci (9 volumes, 1986-1990);
- MythAdventures (12 volumes, 1984–1986);
- MythConceptions (8 volumes, 1986-1988);
- Return to Centaur (1990);
- Thunderbunny (12 volumes, 1985–1987);
- Unicorn Isle (5 volumes, 1986).